# Custer CCW-5
El Custer CCW-5 fue un avión bimotor de 5 asientos de configuración propulsora, que utilizaba un ala de superficie acanalada que permitía vuelos a baja velocidad y despegues cortos. Volaron dos CCW-5, con once años de diferencia, pero el modelo nunca entró en producción.
El avión fue el tercer y último de una serie de diseños de ala de superficie acanalada de Willard Ray Custer.

## Diseño y desarrollo

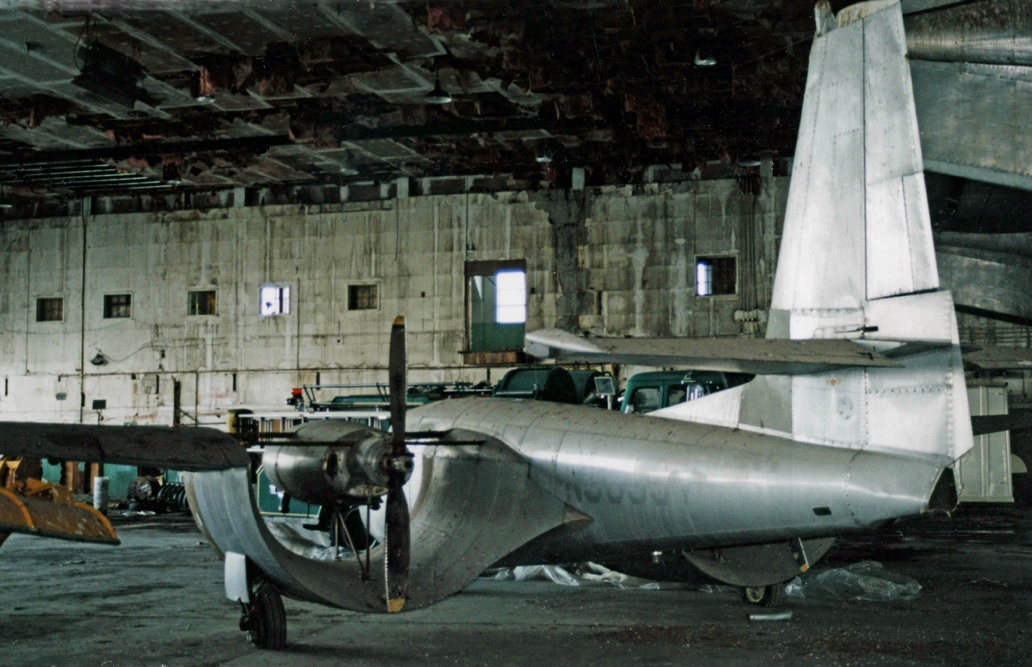
Vista trasera tomada en 2004 del segundo CCW-5, que muestra la fijación del motor propulsor dentro de los canales del ala.

En la mayoría de las situaciones, la sustentación de un avión proviene principalmente de la baja presión generada, en la superficie superior del ala, por la mayor velocidad del aire localmente mejorada. Esto último puede ser el resultado del movimiento de la aeronave en el aire o, cuando la sustentación a bajas velocidades del aire es importante para las prestaciones de despegue corto, puede ser producida por la potencia de un motor. El ala de superficie acanalada, creación de Willard Ray Custer, es un ejemplo de esto último, donde la velocidad del aire sobre la superficie superior en un canal en forma de U formado a partir del ala se incrementaba con una hélice propulsora instalada en el borde de fuga. Este canal casi semicircular restringía lateralmente el flujo de aire producido por la hélice, incluso cuando la aeronave estaba en reposo, produciendo velocidades de flujo más altas que las de un ala propulsora convencional. La necesidad de motores de empuje montados en las alas hizo que un bimotor propulsor fuera una configuración natural, y para su tercer diseño de ala de superficie acanalada, Custer optó por modificar el Baumann Brigadier existente, un bimotor propulsor de ala media de cinco asientos que no llegó a entrar en producción.
El CCW-5 conservó el fuselaje y el empenaje del Brigadier, pero reemplazó toda la sección central por un par de canales, comenzando en las raíces alares desde la parte inferior del fuselaje. Sólo por fuera de los canales las alas convencionales recuperaban su configuración de ala media. Un motor bóxer Continental O-470 de seis cilindros estaba montado sobre delgados puntales verticales y horizontales en el centro de cada canal, en la línea media del ala. Estos movían hélices propulsoras de velocidad constante. El tren de aterrizaje principal se acortó mucho montando sus patas en la parte exterior de la sección acanalada; se conservó la rueda de morro del Brigadier.
El primero de dos CCW-5 voló el 13 de julio de 1953 y fue pilotado por Walker Davidson en Oxnard, California. Se informó que había completado sus vuelos de pruebas en el otoño de 1956, cuando estaba previsto que comenzara la producción. Esto no sucedió, aunque un segundo avión voló en junio de 1964. El retraso se debió en parte a problemas financieros. El CCW-5 se desempeñó muy por debajo de las estimaciones originales, con una velocidad máxima alcanzada de 350 km/h, en comparación con los 480 km/h estimados. Se afirmó que el avión podía volar bajo control a 18 km/h y que podía despegar con 680 kg carga, al 70 % de potencia, en 27 m.
El segundo CCW-5 se terminó en 1964 con motores Continental IO-470P de 194 kW (260 hp); sobrevive y está siendo restaurado en el Mid-Atlantic Air Museum, Reading (Pensilvania).

## Especificaciones
Referencia datos: Jane's All the World's Aircraft

### Características generales
- Tripulación: Uno (piloto)
- Capacidad: 4 pasajeros
- Longitud: 8,8 m (28,7 ft)
- Envergadura: 12,6 m (41,2 ft)
- Altura: 3,3 m (10,8 ft)
- Perfil alar: raíz: NACA 4418; punta: NACA 4412[6]
- Peso vacío: 1361 kg (2999,6 lb) (peso de diseño)
- Peso cargado: 2449 kg (5397,6 lb) (peso de diseño)
- Peso máximo al despegue: 2700 kg (5950,8 lb) [7]
- Planta motriz: 2× motor bóxer de 6 cilindros refrigerado por aire Continental O-470-A.
  - Potencia: 168 kW (232 HP; 228 CV) cada uno.
- Hélices: 1× bipala por motor.
- Capacidad de combustible: 757 L[7]

### Rendimiento
- Velocidad máxima operativa (Vno): 350 km/h (217 MPH; 189 kt) [3]
- Velocidad crucero (Vc): 290 km/h (180 MPH; 157 kt) [3]
- Alcance: 2700 km (1458 nmi; 1678 mi) [3]
- Techo de vuelo: 6100 m (20 013 ft) [3]
- Régimen de ascenso: 15 m/s (2953 ft/min) [7]
- Velocidad de aterrizaje: 24 km/h[7]

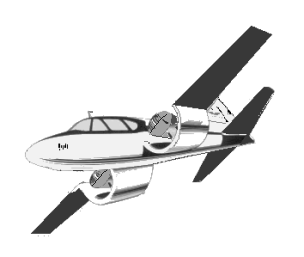
CCW-5.

- Distancia de despegue y aterrizaje: 30 m[7]

## Aeronaves relacionadas

### Aeronaves similares
- Antonov 181

### Secuencias de designación
- Secuencia CCW-_ (interna de Custer): CCW-1 - CCW-2 - CCW-5